# Bofors m/47 57 mm
El Bofors m/47 57 mm (57 mm automatkanon m/47, acortado a 57 mm akan m/47 en sueco) era un cañón automático sueco desarrollado por Bofors para el torpedero T 18B producido por Saab. La designación "57 mm automatkanon m/47" se traduce como "Cañón automático modelo 1947 57 mm". La designación de su fabricante es Bofors 57 mm tipo L50.
Era un arma eficaz y moderna para su época, pudiendo disparar un tambor completo sin mucho retroceso debido a su diseño y al uso de un potente freno de boca. El piloto del avión podía sentir el retroceso, pero este no interfería con la puntería del piloto y el arma era precisa hasta 2.000 m.  

## Historia
Hacia fines de la década de 1930 e inicios de la década de 1940, la Fuerza Aérea Sueca buscaba un nuevo torpedero porque no había podido comprar las suficientes unidades del modelo anterior, el T 2. Entonces la Fuerza Aérea Sueca solicitó a la empresa aeronáutica Saab que diseñe un torpedero a partir del Saab 18. La Saab aceptó la solicitud y empezó a trabajar en el diseño llamado "T 18B" inmediatamente después de recibir los requisitos del proyecto.
Sin embargo, la Fuerza Aérea Sueca seguía cambiando sus requisitos y en febrero de 1944 informaron a la Saab que el T 18B debía ser equipado con un cañón automático de 57 mm como una alternativa a su torpedo. Coincidentemente, la Fuerza Aérea Sueca había encargado a la Bofors el desarrollo de un cañón de este tipo, que resultó un cañón sin retroceso automático de 57 mm.
El cañón fue probado en tierra en junio de 1944, montándolo a bordo de un Saab 18 que se había estrellado. Las pruebas mostraron que el fogonazo producido por el cañón causaba muchos daños al avión y que era imposible emplearlo de forma segura.
Después de su fracaso, la Bofors ofreció desarrollar un nuevo cañón que empleaba munición convencional. Este nuevo cañón fue probado en el otoño de 1947. Las pruebas de tiro en tierra fueron exitosas y el arma entró en servicio con la designación m/47.
El T 18B ya había sido adoptado por la Fuerza Aérea Sueca, pero no como torpedero sino como un avión de ataque a tierra convencional. Durante las pruebas del  prototipo del T 18B, se observó que era demasiado veloz para servir como torpedero y por lo tanto el cañón automático de 57 mm era el reemplazo perfecto del torpedo.
En enero de 1948, el Ala F 17 de la Fuerza Aérea Sueca llevó a cabo extensas pruebas con el nuevo cañón en Kiruna. Después fue instalado a bordo del T 18B. En vuelo, el Bofors m/47 57 mm se desempeñó bien y tenía poca dispersión del disparo, con su pesado freno de boca absorbiendo todo el retroceso. Esto hizo posible disparar un tambor completo en una sola pasada. Gracias a esto, la estabilidad del avión apenas se veía afectada, haciendo que sea muy fácil mantener la línea de puntería del avión. Además de su buen desempeño en combate, el cañón era muy sencillo de instalar, tomándole menos de 3 horas su instalación a bordo.
En servicio, el cañón demostró ser problemático para entrenar porque su alta cadencia de disparo y los daños que infligía destruían los blancos de tiro demasiado rápido. Esto significaba que durante los ejercicios de larga duración, el último avión de la formación ya no tenía nada a que dispararle. Incluso cuando la flota empleaba navíos blindados obsoletos como blancos de tiro, estos no resistían por mucho tiempo ante el Bofors m/47 57 mm.

## Munición
- 57 mm sk ptr m/47 pprj m/47 (antiblindaje) Color: negro[1][3]
- 57 mm sk ptr m/47 sgr m/47 (alto poder explosivo) Color: gris con raya amarilla[1][3]
- 57 mm sk ptr m/47 övnprj m/47 (inerte) Color: marrón[1][3]

Además de las municiones mencionadas arriba, el cañón también disparó nuevos tipos de munición como los obuses mina.

## Galería

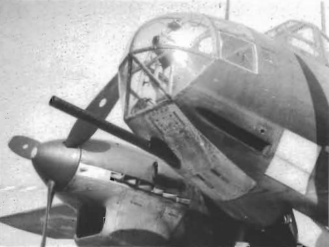
El T 18B con el 57 mm akan m/47 montado en su morro.
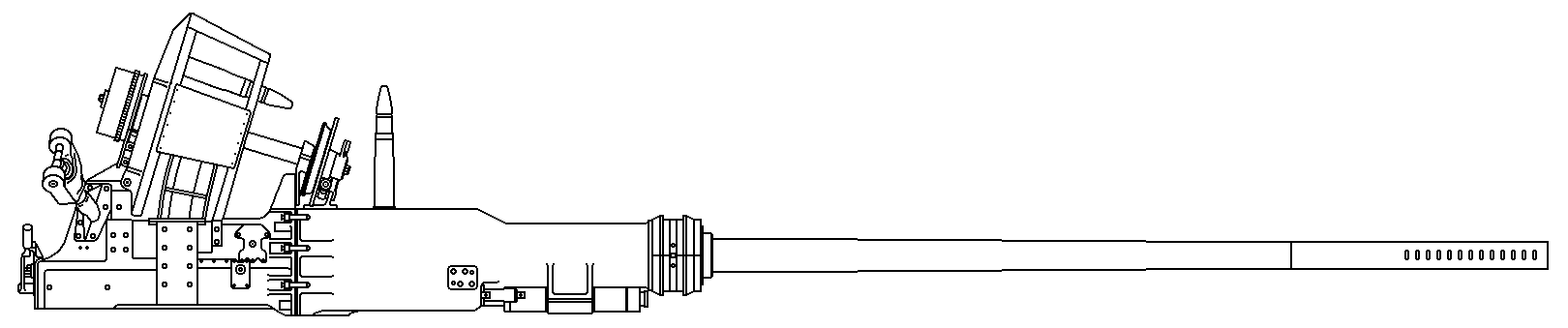
Ilustración del Bofors m/47 57 mm.